# Sergentomyia
Sergentomyia är ett släkte av tvåvingar som ingår i familjen fjärilsmyggor.

## Arter[1]
- Sergentomyia adami
- Sergentomyia adleri
- Sergentomyia affinis
- Sergentomyia afghanica
- Sergentomyia africana
- Sergentomyia agdamica
- Sergentomyia angolensis
- Sergentomyia angustipennis
- Sergentomyia anhuiensis
- Sergentomyia anka
- Sergentomyia anodontis
- Sergentomyia antennata
- Sergentomyia arboris
- Sergentomyia arida
- Sergentomyia ashfordi
- Sergentomyia asiatica
- Sergentomyia azizi
- Sergentomyia babu
- Sergentomyia baghdadis
- Sergentomyia bailyi
- Sergentomyia balica
- Sergentomyia balmicola
- Sergentomyia bandjara
- Sergentomyia banerjii
- Sergentomyia barraudi
- Sergentomyia bedfordi
- Sergentomyia berentiensis
- Sergentomyia bergerardi
- Sergentomyia bernardae
- Sergentomyia bigtii
- Sergentomyia bimangoui
- Sergentomyia blossi
- Sergentomyia brachycornuta
- Sergentomyia brevicaudis
- Sergentomyia brevinervis
- Sergentomyia bukidnonis
- Sergentomyia buruensis
- Sergentomyia buxtoni
- Sergentomyia caffrarica
- Sergentomyia calcarata
- Sergentomyia caliginosa
- Sergentomyia capensis
- Sergentomyia chakravarti
- Sergentomyia cheongi
- Sergentomyia cherukara
- Sergentomyia choumarai
- Sergentomyia christophersi
- Sergentomyia cidaria
- Sergentomyia clara
- Sergentomyia clastrieri
- Sergentomyia clydei
- Sergentomyia collarti
- Sergentomyia corneti
- Sergentomyia coronata
- Sergentomyia crosarai
- Sergentomyia crypta
- Sergentomyia cunicula
- Sergentomyia curtata
- Sergentomyia curvata
- Sergentomyia cypriotica
- Sergentomyia dapsilidentes
- Sergentomyia darlingi
- Sergentomyia davidsoni
- Sergentomyia dayapensis
- Sergentomyia decipiens
- Sergentomyia delfinadoae
- Sergentomyia dentacea
- Sergentomyia dentata
- Sergentomyia denticulata
- Sergentomyia dhandai
- Sergentomyia diapagai
- Sergentomyia displicata
- Sergentomyia dissimillima
- Sergentomyia dolichobyssa
- Sergentomyia dolichopus
- Sergentomyia drakensbergi
- Sergentomyia dreyfussi
- Sergentomyia dubia
- Sergentomyia dureni
- Sergentomyia dyemkoumai
- Sergentomyia eadithae
- Sergentomyia edentulus
- Sergentomyia emilii
- Sergentomyia englishae
- Sergentomyia eremitis
- Sergentomyia exastis
- Sergentomyia fallax
- Sergentomyia fangianensis
- Sergentomyia fergusoni
- Sergentomyia formica
- Sergentomyia franciscana
- Sergentomyia freetownensis
- Sergentomyia fupingensis
- Sergentomyia garnhami
- Sergentomyia gemmea
- Sergentomyia ghesquierei
- Sergentomyia gibsoni
- Sergentomyia gobica
- Sergentomyia gombaki
- Sergentomyia goodmani
- Sergentomyia gracilis
- Sergentomyia graingeri
- Sergentomyia grekovi
- Sergentomyia grevkovi
- Sergentomyia grilloti
- Sergentomyia grjebinei
- Sergentomyia haeselbarthi
- Sergentomyia hamidi
- Sergentomyia hamoni
- Sergentomyia harvey
- Sergentomyia hassani
- Sergentomyia heischi
- Sergentomyia heiseri
- Sergentomyia herollandi
- Sergentomyia himalayensis
- Sergentomyia hitchensi
- Sergentomyia hodgsoni
- Sergentomyia hoogstraali
- Sergentomyia horridula
- Sergentomyia hospitii
- Sergentomyia hunanensis
- Sergentomyia hunti
- Sergentomyia imitor
- Sergentomyia impudica
- Sergentomyia indica
- Sergentomyia inermis
- Sergentomyia ingrami
- Sergentomyia insularis
- Sergentomyia iranicus
- Sergentomyia iyengari
- Sergentomyia jamesi
- Sergentomyia jefferyi
- Sergentomyia kachekensis
- Sergentomyia kalaharia
- Sergentomyia kauli
- Sergentomyia kebarica
- Sergentomyia kelantani
- Sergentomyia khawi
- Sergentomyia kirki
- Sergentomyia kitonyii
- Sergentomyia knudseni
- Sergentomyia koloshanensis
- Sergentomyia koraputa
- Sergentomyia kottamala
- Sergentomyia kueichenae
- Sergentomyia kurandamallai
- Sergentomyia lagunensis
- Sergentomyia leponti
- Sergentomyia lesleyae
- Sergentomyia lewisi
- Sergentomyia lewisianus
- Sergentomyia linearis
- Sergentomyia logonensis
- Sergentomyia longiforceps
- Sergentomyia losarca
- Sergentomyia lumsdeni
- Sergentomyia lushanensis
- Sergentomyia luteola
- Sergentomyia maai
- Sergentomyia machadoi
- Sergentomyia macintoshi
- Sergentomyia madagascariensis
- Sergentomyia magnidentata
- Sergentomyia mahadevani
- Sergentomyia majumdari
- Sergentomyia majungaensis
- Sergentomyia malabarica
- Sergentomyia malayae
- Sergentomyia mangana
- Sergentomyia mbankdakai
- Sergentomyia meeseri
- Sergentomyia meilloni
- Sergentomyia meridionalis
- Sergentomyia mervynae
- Sergentomyia metzi
- Sergentomyia minuta
- Sergentomyia mirabilis
- Sergentomyia modii
- Sergentomyia montana
- Sergentomyia moreli
- Sergentomyia moresbyi
- Sergentomyia morini
- Sergentomyia moucheti
- Sergentomyia multidens
- Sergentomyia murgabiensis
- Sergentomyia musai
- Sergentomyia nama
- Sergentomyia namibensis
- Sergentomyia namo
- Sergentomyia nankingensis
- Sergentomyia neras
- Sergentomyia nicnic
- Sergentomyia nilamburensis
- Sergentomyia nocens
- Sergentomyia noemforensis
- Sergentomyia notata
- Sergentomyia orissa
- Sergentomyia ovazzai
- Sergentomyia pachystoma
- Sergentomyia pakistanica
- Sergentomyia palestinensis
- Sergentomyia parroti
- Sergentomyia pastoriana
- Sergentomyia pawlowskyi
- Sergentomyia perturbans
- Sergentomyia pooi
- Sergentomyia pugifera
- Sergentomyia punjabensis
- Sergentomyia purii
- Sergentomyia quanzhouensis
- Sergentomyia quatei
- Sergentomyia queenslandi
- Sergentomyia quintus
- Sergentomyia reidi
- Sergentomyia renauxi
- Sergentomyia rhodesiensis
- Sergentomyia richardi
- Sergentomyia rima
- Sergentomyia roberti
- Sergentomyia rogeri
- Sergentomyia rosannae
- Sergentomyia rudnicki
- Sergentomyia ruttledgei
- Sergentomyia salisburigensis
- Sergentomyia sansaporensis
- Sergentomyia santokhi
- Sergentomyia sattii
- Sergentomyia schoutedeni
- Sergentomyia schwetzi
- Sergentomyia sclerosiphon
- Sergentomyia serrata
- Sergentomyia serridentata
- Sergentomyia shettyi
- Sergentomyia shorttii
- Sergentomyia sibylas
- Sergentomyia sidioliensis
- Sergentomyia simillima
- Sergentomyia smithi
- Sergentomyia sogdiana
- Sergentomyia sonyae
- Sergentomyia spinicifaucis
- Sergentomyia spinosior
- Sergentomyia squamipleuris
- Sergentomyia squamirostris
- Sergentomyia standfasti
- Sergentomyia suberecta
- Sergentomyia sumatrae
- Sergentomyia sumbarica
- Sergentomyia suni
- Sergentomyia sylvatica
- Sergentomyia sylvestris
- Sergentomyia taizi
- Sergentomyia tambori
- Sergentomyia tauffliebi
- Sergentomyia teesdalei
- Sergentomyia teteica
- Sergentomyia thapari
- Sergentomyia theodori
- Sergentomyia thomsoni
- Sergentomyia tiberiadis
- Sergentomyia timorica
- Sergentomyia tonkinensis
- Sergentomyia torrechantei
- Sergentomyia tracheola
- Sergentomyia transvaalensis
- Sergentomyia traubi
- Sergentomyia trezkinni
- Sergentomyia trouilleti
- Sergentomyia turfanensis
- Sergentomyia turkestanica
- Sergentomyia vanella
- Sergentomyia wangi
- Sergentomyia wansoni
- Sergentomyia welwitschii
- Sergentomyia verghesei
- Sergentomyia vernoni
- Sergentomyia whartoni
- Sergentomyia villosa
- Sergentomyia vorax
- Sergentomyia vulpes
- Sergentomyia wurtzi
- Sergentomyia wuyishanensis
- Sergentomyia wynnae
- Sergentomyia xera
- Sergentomyia yaoi
- Sergentomyia yercaudensis
- Sergentomyia yini
- Sergentomyia yoshimotoi
- Sergentomyia yunnanensis
- Sergentomyia yusafi
- Sergentomyia yvonnae
- Sergentomyia zhengjiani
- Sergentomyia zhongi
- Sergentomyia zilkei
- Sergentomyia zumpti